# 1720-ті

## Події
- 1720—1724 — повстання селян у Стародубському, Чернігівському, Лубенському, Ніжинському полках.
- 1721—1722 — перші організовані пошуки корисних копалин на Донбасі.